# دايميتندين
دايميتندين (بالإنجليزية: Dimetindene)‏ واسمه التجاري فينيستيل، هو مركب كيميائي مضاد للهستامين ومن مضادات الكولين يستخدم على شكل حبوب وشراب وقطرات فمويَّة وكريم يُدهن في مناطق الاصابات.